# Taupinière

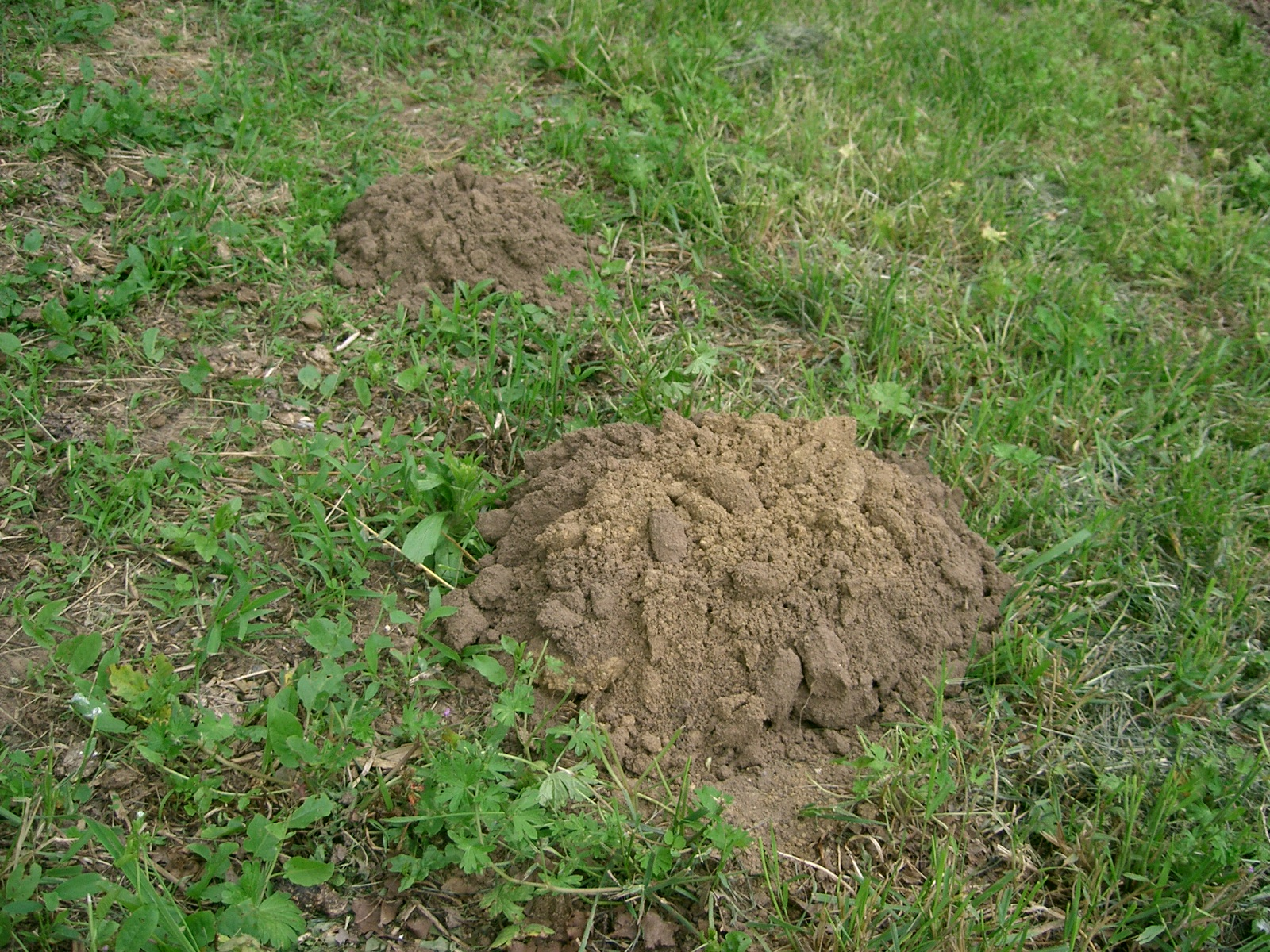
Taupinière

La taupinière est soit le terrier, en parlant de la taupe, soit l'amoncellement de terre que celle-ci réalise pour aménager son lieu d'habitation.

## Aspect et propriétés

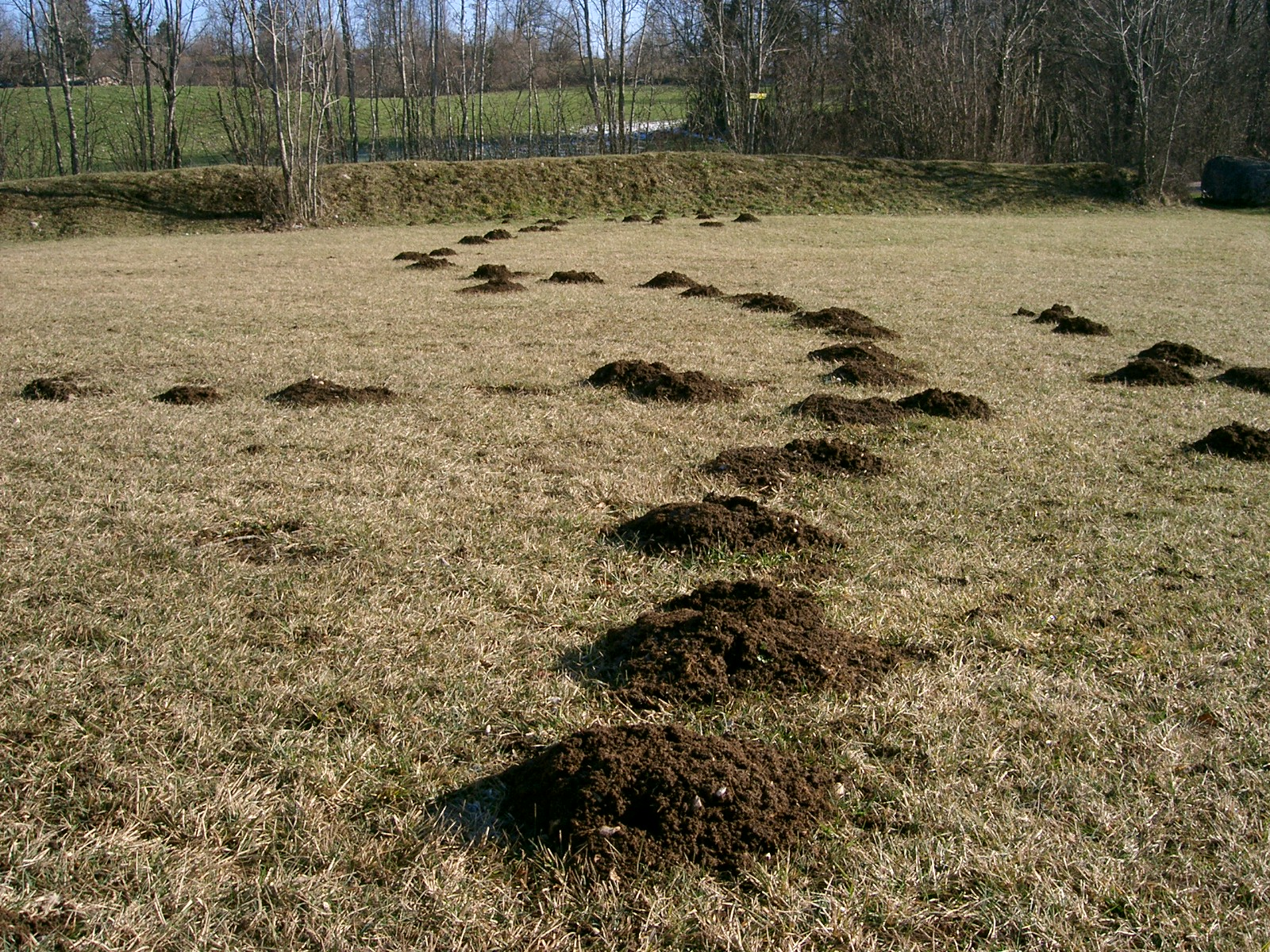
L'alignement des taupinières permet de deviner le système de galeries souterraines que la taupe creuse.

En creusant, la taupe arrive à compacter jusqu’aux deux tiers de la terre afin de consolider ses galeries horizontales, le reste étant rejeté par l'intermédiaire d'une cheminée verticale sous forme de taupinières qui peuvent donner un aspect disgracieux aux pelouses. Elles indiquent la présence de l'animal. À contrario, l'absence de taupinière ne prouve pas l'absence de taupes.
Le substrat très fin ramené en surface est réutilisable pour les semis, les plants en godet, le rempotage des jardinières ou des plantes d’intérieur. La taupe participe avec d'autres animaux (vers de terre anéciques, fourmis, termites, autres mammifères comme les rongeurs) à la bioturbation du sol et à son drainage.
Les taupinières peuvent être arasées par un engin agricole appelé étaupineuse.

### Confusions
D'autres espèces, notamment des rongeurs, creusent des tunnels et forment des « taupinières ».
Par exemple le campagnol terrestre, appelé aussi Rat taupier (Arvicola amphibius) débouche dans le monticule de terre en biais alors que celle de la taupe débouche verticalement, le test avec un bâton permet de différencier les deux monticules.

## Galerie

Une taupe émerge de sa taupinière
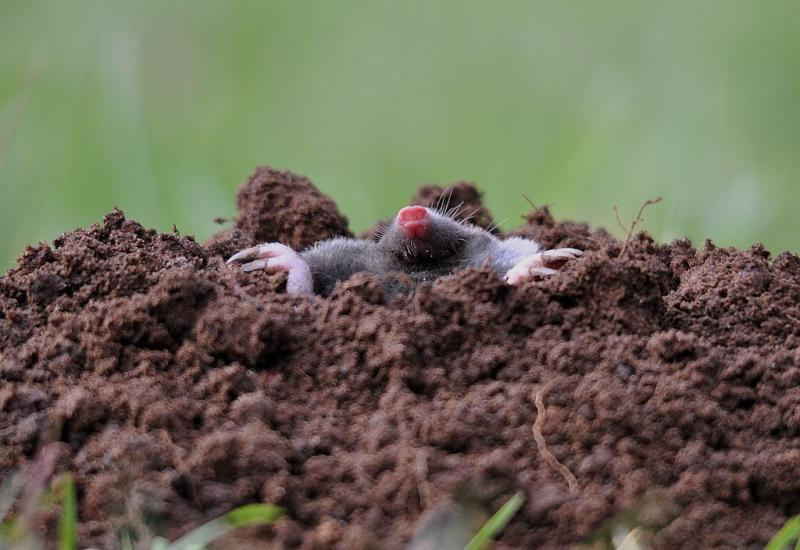
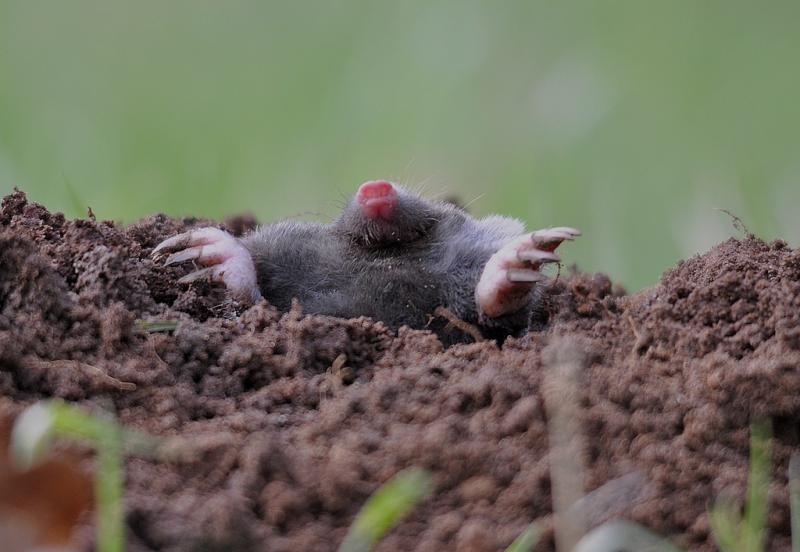
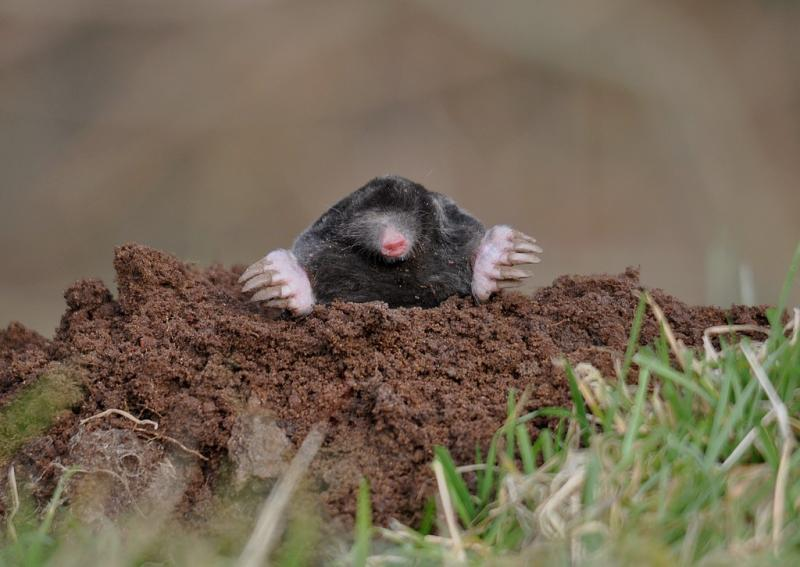
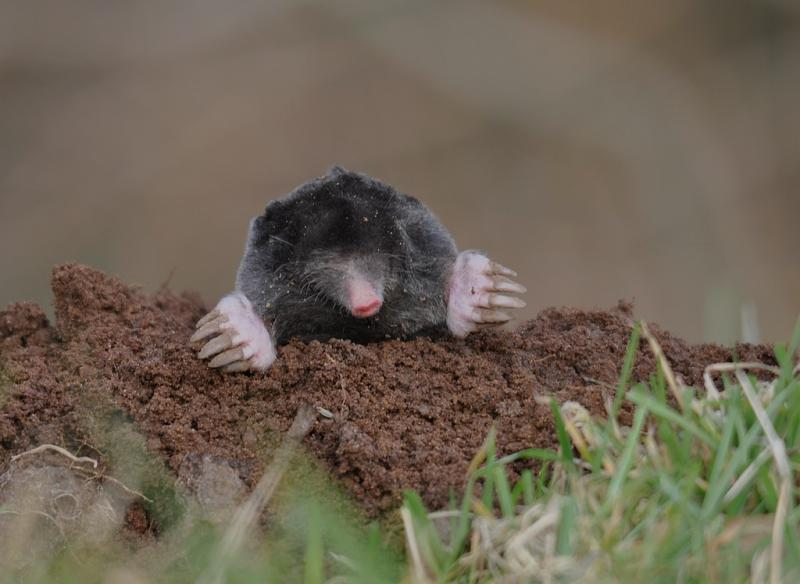